# Сенгалевич Федір Миколайович
Фе́дір Микола́йович Сенгале́вич (Хведір Сингалевич; 17 лютого 1875, Бахтин — 1941, Київ) — український лікар, етнограф і громадський діяч. Псевдонім — Бахтинський Федір.
У 1908—1923 роках працював у земській лікарні в Богуславі, потім лікар у Лук'янівській тюрмі в Києві; засновник і керівник музею при богуславській «Просвіті» та гімназії у Богуславі в 1917—1918 роках.
Збирав етнографічні матеріали і співпрацював у виданні ВУАН (1927—1930). Зокрема, 21 квітня 1926 року виголосив доповідь на Етнографічній комісії за темою «Київські вуличні співці».
Переклада разом з Ш.Соколовою «Острівні черепахи» з Тому 16 творів Джека Лондона видавництва «Сяйво» (київ, 1927—1930 рр.). Його перекладні тексти увійшли до «Антології літератур Сходу» (Харківський університет 1961). Цю збірку оповідань «Тесманові черепахи» перевидано 1930 року.
У жовтні 1941 року розстріляний у Києві німецькою окупаційною владою в урочищі Бабин Яр.

## Наукові Праці
Його розвідки надруковані в"Етнографічному віснику" 1927, у «Бюлетені Етнографічної Комісії ВУАН» 1930, про «Київський некропіль» («Хроніка Археології та Мистецтва», чч. 1, 2, 1930) та інші. Вивчав історію Києва. Видав збірку «Повітові оповідання».
- Сенгалєвич Федір Отець Сава. Київські типи й стрілецькі малюнки. Видання друге. Київ, 1918. Видавництво Книгозбірня. Ч.15. Друкарня «Культура и Знаніе». 36 с.
- Сенгалевич Ф. Повітові оповідання / Федір Бахтинський [псевд.]. — Богуслав: День. 1-а Держ. друк., 1922. Зб. 1. — 34 с.
- Сенгалевич Ф. Повітові оповідання / Федір Бахтинський [псевд.]. — Богуслав: День. 1-а Держ. друк., 1922. Зб. 2.[7]
- Бахтинський, Ф. Кобзар Митяй // Музика, 1925, № 11-12 — С.436-437
- Бахтинський, Ф. Київські вуличні співці // Музика, 1925, № 11-12, — С. 434—436, 1927, № 3 — С.40 — 43.
- Сенгалевич Ф. Київські лірники / Ф. Сенгалевич. Етнографічний вісник книга 3 / за гол. ред. А. Лободи, В. Петрова. — Київ: Друкарня Української Академії Наук, 1926.- С. 70-75.
- Сенгалевич Х. Золота грамота (із споминів про 60-ті роки). За сто літ: Матеріяли з громадського й літературного життя України XIX і початків XX століття Кн. 1 : (Записок б[увшої] Історичної секції Українського наукового товариства в Київі. Т. XXIV) / Під редакцією голови секції акад. Михайла Грушевського. — [Київ]: Державне видавництво України, 1927. — С.67 — 72.
- Бахтинський Ф. [Сенгалович] Асирійці (Асори) у Києві (Нотатки етнографічні). Східний Світ. 1928 № 6. — С. 213—235.
- Бахтинський Ф. [Сенгалович] Епітафійна поезія київських некрополів. Життя й революція. Місячник. Книжка ХІ, листопад 1928. — с.186 — 193.[8]
- Бахтинський Ф. [Сенгалович] Пісні корейців. Східний Світ. 1929. № 1 — 2 (7 — 8). — С. 331—337.
- Сенгалевич Ф. Гаївки. Бюлетень етнографічної комісії Всеукраїнської академії наук — К., 1930. — № 12. — С. 9 — 15.
- Сенгалевич Ф. Некрополь Київський (Революційні могили). Хроніка археології та мистецтва, 1930, ч. 1 — С. 71 — 72.
- Сенгалевич Ф. Київський некропіль ІІ. Щекавиця (Могили магістрацьких діячів). Хроніка археології та мистецтва, 1930, ч. 2 — С. 71 — 74.
- Бахтинський [Сенгалович] Ф. «Латинський квартал» у Києві: Паньківщина: [Історія місцевості, що оточує ун-т] // Глобус. — 1931. — № 9–10. — С. 135—136: іл.[9]
- Бахтинський [Сенгалович] По старому Києву. Циганський провул. // Глобус. — 1931. — № 1. — С. 14–15: іл.[9]
- Бахтинський [Сенгалович] Ф. По старому Києву: Татарка // Глобус. — 1931. — № 2 (171). — С. 30–31: іл.[9]
- Бахтинський [Сенгалович] Ф. З старих карток Києва: [Колиш. садиба Мерінга (вул. К. Маркса)] // Глобус. — 1932. — № 10. — обкл., С. 3: іл.[9]
- Бахтинський [Сенгалович] Ф. З старих карток Києва: [Колиш. садиба Мерінга (вул. Заньковецької)] // Глобус. — 1932. — № 10. — С. 3: іл.[9]
- Бахтинський [Сенгалевич] Ф. Київські гончарі // Глобус. — 1932. — № 21–22. — С. 17.
- Бахтинський Ф. Від конки до трамваю // Глобус. — 1933. — № 2. — С. 13. Історія трамваю в Києві 1892—1932 рр.
- Бахтинський Ф. Червонопрапорна вул. // Соціаліст. Київ. — 1933. — № 5–6. — С. 48–49.[9]
- Бахтинський [Сенгалевич] Ф., Ясинський Я. Вчора і сьогодні: [Колиш. Шулявка] // Соціаліст. Київ. — 1933. — № 5–6. — С. 11–14[9]
- Бахтинський Ф. Київські театри: Сторінки з минулого // Пролетар. правда. — 1937. — 27 квітня.
- Сенгалевич Ф. Любимий гість київлян // П. І. Чайковський на Україні: матеріали і документи / упорядник Л.Файнштейн; ред. і предм. А.Ольховський. Київ: Мистецтво, 1940, с. 119.
- Бахтинський Ф. Національні меншості в м. Києві (нарис) / Федір Бахтинський // Інститут рукописів Національної бібліотеки України ім. В. І. Вернадського, ф. Х,  № 1056, арк. 1.